# جوناثان داولنغ
جوناثان داولنغ (بالإنجليزية: Jonathan Dowling)‏ (و. 1957 – م) هو فيزيائي، وأستاذ جامعي من الولايات المتحدة الأمريكية . ولد في جمهورية أيرلندا .